# Fana, Bergen

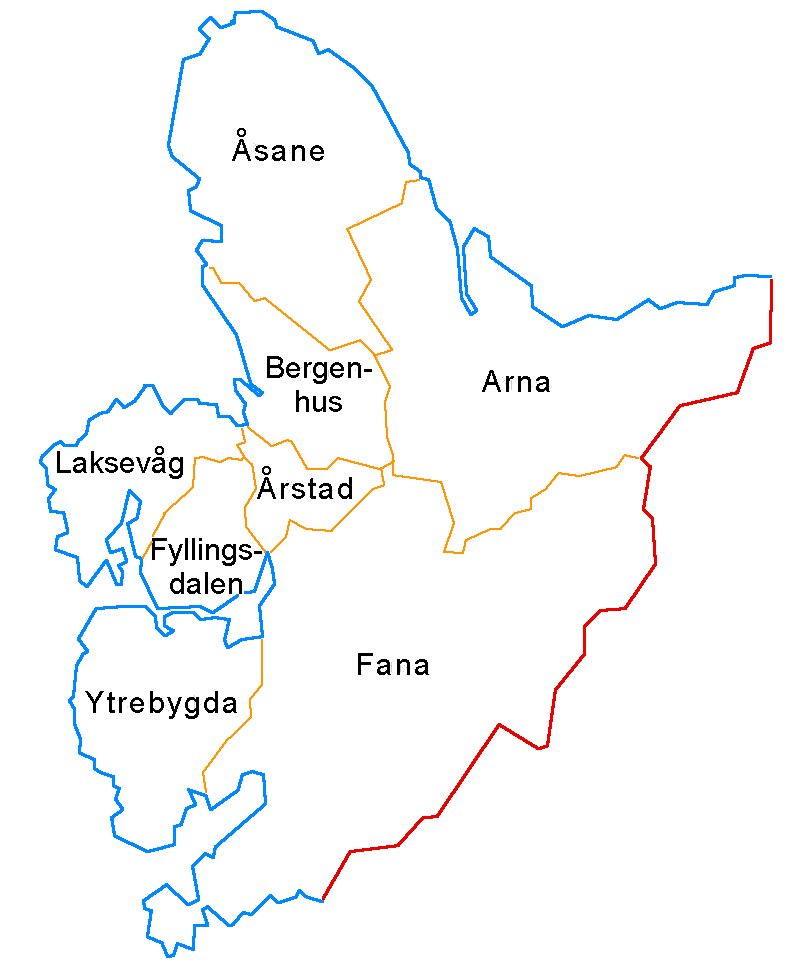
Karta över Bergens stadsdelar.

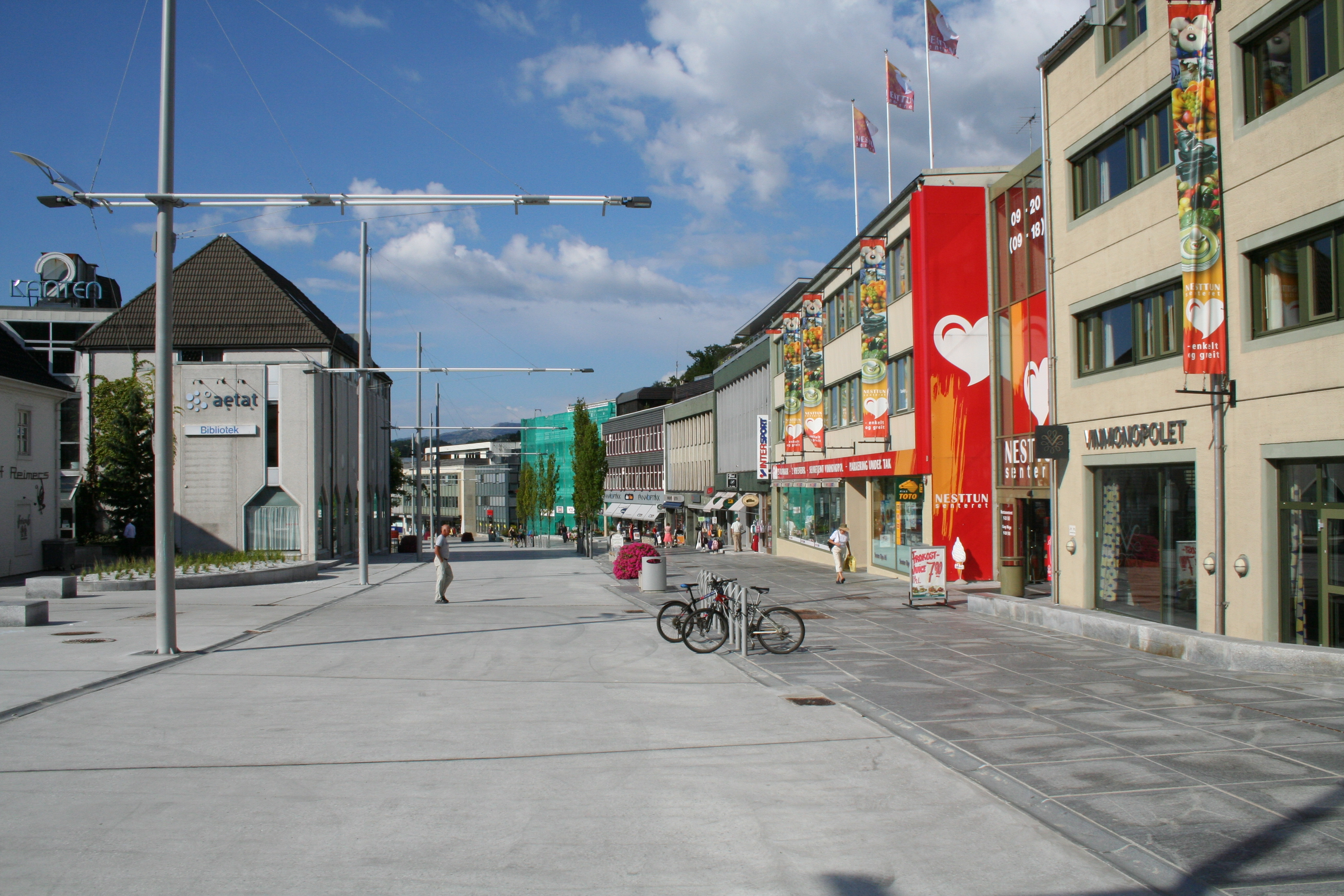
Nesttun, tidigare centralort i Fana kommun.

Fana är en administrativ stadsdel (norska: bydel) i södra delen av Bergens kommun i Vestland fylke i västra Norge. Området har utgjort en stadsdel inom Bergen sedan 1972, när dåvarande Fana kommun gick upp i Bergens kommun.
Fana kyrka är från 1100-talet och ingår i Bjørgvins stift i Norska kyrkan. Fana kommun bildades vid införandet av lokal självstyrelse på norska landsbygden 1838. Den bestod till 1 januari 1972, då den tillsammans med kommunerna Arna, Laksevåg och Åsane införlivades i Bergens kommun. Stadsdelen Fyllingsdalen överfördes från Fana kommun till Bergens kommun redan 1955.
Stadsdelen Fana omfattar större delen av den tidigare kommunen, där ett område i väster avskilts som den nya kommundelen Ytrebygda, medan ett mindre område i norr numera (2015) tillhör kommundelen Årstad, som till största delen ligger inom Bergens kommungräns från tiden före 1972. De norra delarna av den tidigare Fana kommun har en med Bergen sammanhängande tätortsbebyggelse. I detta område ingår Nesttun, kommunens tidigare administrationscentrum, cirka 9 kilometer från Bergens centrum. Andra delar av kommunen utgörs av fjäll- och skogsmark samt av jordbruksbygd.
Tillkomsten 1883 av Vossebanan, järnvägen Bergen-Voss, från 1909 en del av Bergenbanan till Oslo, gjorde det möjligt för bergensare att bygga privatbostäder utefter jarnvägslinjen i Fana.
Komponisten Edvard Grieg lät 1885 bygga sitt hem Troldhaugen, där han emellertid bara kom att bo under sommarhalvåret, och skeppsredaren och statsministern Christian Michelsens Gamlehaugen blev färdigt 1902. Troldhaugen är idag museum, medan Gamlehaugen är den norska kungafamiljens officiella residens i Bergen. Även författaren Nordahl Grieg, vars far var rektor för en skola i Bergen, växte upp i Fana. Som en följd av den lägre kommunalskatten i Fana, kom flera av Bergens skeppsredare att placera sina huvudkontor där, däribland Hilmar Reksten.
Vossebanen kompletterades 1894 med en 26 kilometer lång smalspårig järnväg mellan Nesttun och Osøyro i dåvarande Os kommun, söder om Fana. Denna hade spårvidden 750 millimeter och var byggd på billigaste sätt - bland annat saknade den helt tunnlar. Redan 1935 var den utkonkurrerad av motortrafiken på landsvägen mellan banans ändpunkter. Även persontrafiken på järnvägen mellan Bergen och Nesttun försvann, då Bergensbanen fick en ny och kortare sträckning 1964. En ny förbindelse med snabbspårväg – Bybanen i Bergen – öppnades 2010 mellan Bergens centrum och Nesttun. Den följer inte den tidigare järnvägslinjen, som nu till stora delar är gång- och cykelväg. Bybanen har sedan förlängts til
Bergens flygplats, Flesland i kommundelen Ytrebygda. Detta arbete var fullfört 2017.
Europaväg 39, som i Norge förbinder Trondheim med Kristiansand längs norska västkusten, går genom Fana. Arbetet med en ny sträckning mellan Rådal i Fana och Svegatjørn i Os startar hösten 2015 och beräknas vara avslutat 2022. Utan att vara kortare än nuvarande väg ger den en insparad körtid på ca 20 minuter. 
Flera sportklubbar kommer ursprungligen från Fana, däribland IL Gneist, IL Bjarg och Fana IL, samt friidrottsklubben FIK BFG Fana.